# Marija Janežič
Marija Janežič, slovenska jezikoslovka, leksikografka, * 4. marec 1920.

## Življenje
Po študiju slavistike je v letih 1945–61 poučevala kot profesorica slovenščine na gimnaziji v Trbovljah, nato je bila več kot 20 let leksikologinja in leksikografinja na Inštitutu za slovenski jezik SAZU pri pripravi Slovarja slovenskega knjižnega jezika in tudi kartotečni zbirki narečnega gradiva.

## Odlikovanja in nagrade
Leta 1993 je skupaj z Mileno Hajnšek Holz prejela častni znak svobode Republike Slovenije z utemeljitvijo: »za izjemne zasluge pri Slovarju slovenskega knjižnega jezika«.